# A világ hét csodája

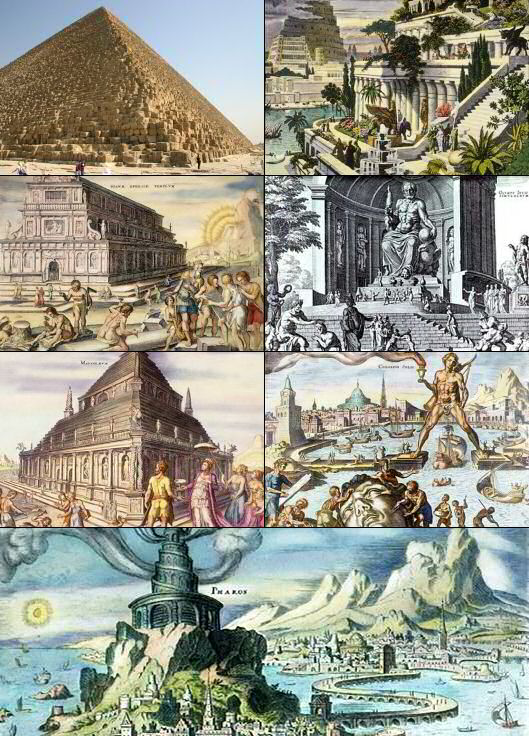
Az ókori világ hét csodája, fent balról indulva: gízai nagy piramis, Szemiramisz függőkertje, Artemisz-templom, Zeusz-szobor, halikarnasszoszi mauzóleum, rodoszi kolosszus, pharoszi világítótorony

Az ókori világ hét csodáját először Szidóni Antipatrosz említette az i. e. 2. században írt epigrammájában. A műben a legimpozánsabb és a legpompásabb építmények szerepelnek, amelyek a következők: a gízai nagy piramis (a legrégibb, a legnagyobb és az egyetlen fennmaradt csoda), Szemiramisz függőkertje, az epheszoszi Artemisz-templom, Pheidiasz olümpiai Zeusz-szobra, a halikarnasszoszi mauzóleum, a rodoszi kolosszus és a pharoszi világítótorony. A gízai nagy piramison kívül összes világcsodát  elpusztították a földrengések, a háborúk, vagy tönkretette az idő vasfoga.
Antipatrosz eredeti listája az idők folyamán átalakult, és több ókori világcsoda is fel- vagy lekerült a világ csodáinak listájára, illetve listájáról. Ezek a Memnón-kolosszusok, Salamon temploma, Noé bárkája és az isztambuli Hagia Szophia. Az eredeti listán szereplő egyik csodát, Babilon városának falait Tours-i Szent Gergely ókeresztény író a 6. században kitörölte, és Bábel tornyát szerette volna a helyére írni, de ez nem történt meg, hiszen a torony létezése nem bizonyítható.

## Az ókori világ hét csodája
| Név                             | Építésének időpontja | Földrajzi elhelyezkedés       | Pusztulásának ideje | Pusztulásának oka | Kép |
| ------------------------------- | -------------------- | ----------------------------- | --- | --- | --- |
| gízai nagy piramis              | I. e. 26. század     | Gíza, Egyiptom                | Ma is áll, csupán a külső, kváderkövekből összecsiszolt hófehér burkolat és a csúcs semmisült meg, illetve építkezésekre használták föl | Ma is áll, csupán a külső, kváderkövekből összecsiszolt hófehér burkolat és a csúcs semmisült meg, illetve építkezésekre használták föl |     |
| Szemiramisz függőkertje         | I. e. 600            | Babilon, Újbabiloni Birodalom | I. e. 1. század | földrengés |     |
| Az epheszoszi Artemisz-templom  | I. e. 550            | Epheszosz                     | I. e. 356 | tűz |     |
| Pheidiasz olümpiai Zeusz-szobra | I. e. 435            | Olümpia, Hellász              | 5–6. század | tűz |     |
| A halikarnasszoszi mauzóleum    | I. e. 351            | Halikarnasszosz               | 1494 | földrengés |     |
| A rodoszi kolosszus             | I. e. 292–280        | Rodosz, Hellász               | I. e. 224 | földrengés |     |
| A pharoszi világítótorony       | I. e. 3. század      | Alexandria, Egyiptom          | 1303–1480 | földrengés |     |

## Turista látványcsodák
- Gízai piramisok
- Kínai nagy fal
- Tádzs Mahal
- Serengeti Nemzeti Park
- Galápagos-szigetek
- Grand Canyon Nemzeti Park
- Machu Picchu

## Természeti csodák
- Grand Canyon
- Nagy-korallzátony
- Rio de Janeiro kikötője
- Mount Everest
- Sarki fény
- Parícutin vulkán
- Viktória-vízesés

## Víz alatti csodák
- Palau
- Belizei zátony
- Nagy-korallzátony
- Hidrotermális kürtők
- Galápagos-szigetek
- Bajkál-tó
- Vörös-tenger

## Alternatív lista
A New 7 Wonders Alapítvány egy 21-es szűkített listával szavazást kezdeményezett a világ hét új csodája listájának összeállítására. A szavazás végeredményét 2007. július 7-én hozták nyilvánosságra:
- Chichén Itzá (Yucatán-félsziget, Mexikó)
- A Megváltó Krisztus szobra (Rio de Janeiro, Brazília)
- Colosseum (Róma, Olaszország)
- Kínai nagy fal (Kína)
- Machu Picchu (Peru)
- Petra (Jordánia)
- Tádzs Mahal (Agra, India)

### Könyvek
- Reg Cox és Neil Morris: Az ókori világ 7 csodája (Magyar Könyvklub, Budapest, 1997) ISBN 963-548-503-4
- Varga Zoltán: A világ hét csodája  (Anno Kiadó, Budapest, 2002) ISBN 978-963-375-709-3
- Vojtech Zamarovsky: A világ hét csodája (General Press, Budapest, 2004) ISBN 9639459607